# Julius Ehrentraut

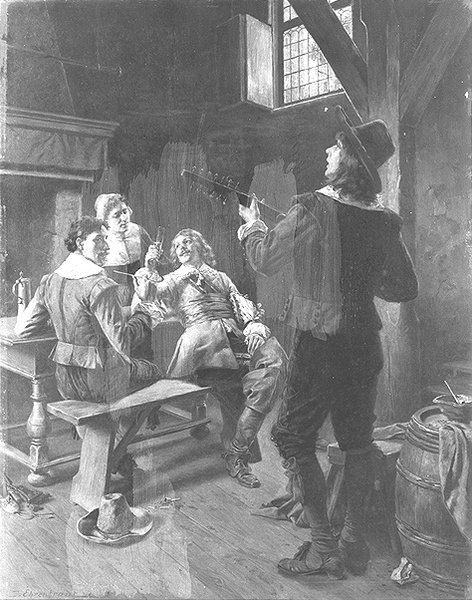
J. Ehrentraut, "Gute Kameraden"

Julius Ehrentraut (ur. 3 kwietnia 1841 we Frankfurcie nad Odrą, zm. 25 marca 1923 w Berlinie) – niemiecki malarz i litograf.
Pochodził z rodziny litografów. Ok. roku 1861 przejął po ojcu pracownię, podejmując jednocześnie studia na berlińskiej Akademii Sztuk Pięknych. Trudna sytuacja materialna rodziny zmusiła go do porzucenia studiów i powrotu do zawodu litografa. We współpracy z malarzem Beckerem wykonał serię litografii przedstawiających wieśniaków w strojach ludowych z różnych krajów niemieckich, zyskując duże uznanie i poprawę finansów rodzinnych. Wkrótce był w stanie otworzyć własne atelier malarskie i poświęcić się malarstwu o tematyce wojskowej, opracowując głównie pod wpływem Jean-Louis Meissoniera motywy z XVII wieku.
Wykonując kopie obrazów malarzy holenderskich ze zbiorów berlińskich i drezdeńskich, zdobył dużą wprawność przy rysunku i umiejętność pewnego prowadzenia pędzla. Uważany był za jednego z najlepszych artystów tzw. szkoły berlińskiej pracujących w małych formatach.
W 1878 powołano go na stanowisko profesora berlińskiej Akademii Sztuk Pięknych.